# Zalakomár
Zalakomár è un comune dell'Ungheria di 3.183 abitanti (dati 2001). È situato nella contea di Zala.